# Entypesa schoutedeni
Entypesa schoutedeni är en spindelart som beskrevs av Benoit 1965. Entypesa schoutedeni ingår i släktet Entypesa och familjen Nemesiidae. Inga underarter finns listade i Catalogue of Life.